# Numen (religió)
Numen ("presència", plural numina) és un terme llatí que es refereix a una deïtat meravellosa, dotada d'un poder misteriós i fascinador, que al seu torn és font idíl·lica d'inspiració.
De forma més general, el terme podria referir-se a cadascun dels déus de la mitologia romana. Abasta el sentit sagrat i d'immanència que hi havia en tots els llocs i objectes per a la religió romana. La multiplicació de noms per als déus itàlics no ha d'ocultar el numen que el romà sentia que existia en totes les manifestacions del món natural.
La paraula numen és utilitzada també pels sociòlegs per expressar la idea del poder màgic que hi ha en un objecte, especialment quan es refereixen a idees dins de la tradició occidental. Usada en aquest sentit la paraula numen és sinònima de mana, encara que aquesta paraula és usada en el context de les cultures de la Polinèsia i el Sud-est Asiàtic.
El teòleg protestant alemany Rudolf Otto va utilitzar la paraula numen per descriure en ser sagrat suprem a qui totes les religions tendeixen a intentar conèixer i el que va generar el primer sentiment religiós per mitjà d'experiències religioses o hierofanies.